# Baie Lazare
Baie Lazare (Frans voor Lazare-baai naar de ontdekkingsreiziger Lazare Picault die er aan land ging op 22 november 1742) is een van de 26 districten van de Seychellen. Het district bevindt zich aan de zuidwestkust van het Seychelse hoofdeiland Mahé. Baie Lazare is met een oppervlakte van twaalf vierkante kilometer een van de grotere districten op het eiland. Anno 2002 legde een volkstelling het aantal inwoners vast op een kleine 3000.